# Jean-Luc Colson
Jean-Luc Colson   (Blegny, 24 d'abril de 1953) és un ex-pilot de trial belga que va competir a escala internacional durant la dècada de 1970. Va guanyar dos Campionats de Bèlgica de trial (1975 i 1979). El seu pare, de nom també Jean-Luc Colson, formà part de l'equip belga (juntament amb Claude Vanstenagen i René Lageot) que va guanyar el 1963 l'edició prèvia de la Challenge Henry Groutards, reservada a seleccions estatals.

## Palmarès
| Any          | Motocicleta  | C. del Món | C. de Bèlgica |
| ------------ | ------------ | ---------- | ------------- |
| 1972         | Montesa      | -          | ?             |
| 1973         | Montesa      | -          | ?             |
| 1974         | Montesa      | 27è        | ?             |
| 1975         | Montesa      | -          | 1r            |
| 1976         | Montesa      | -          | ?             |
| 1977         | Montesa      | 21è        | ?             |
| 1978         | Montesa      | 15è        | ?             |
| 1979         | Montesa      | 18è        | 1r            |
| 1980         | Montesa      | 22è        | 2n            |
| 1981         | Montesa      | -          | ?             |
| 1982         | Fantic       | -          | ?             |
| 1983         | Fantic       | -          | ?             |
| 1984         | Fantic       | -          | ?             |
| Total títols | Total títols | 0          | 2             |

Notes
1. ↑  Fins al 1974 el Campionat era d'Europa, i a partir de 1975 va passar a anomenar-se Campionat del Món
2. ↑  Al total de títols s'hi compten tots els campionats estatals o internacionals guanyats